# New York Central Railroad

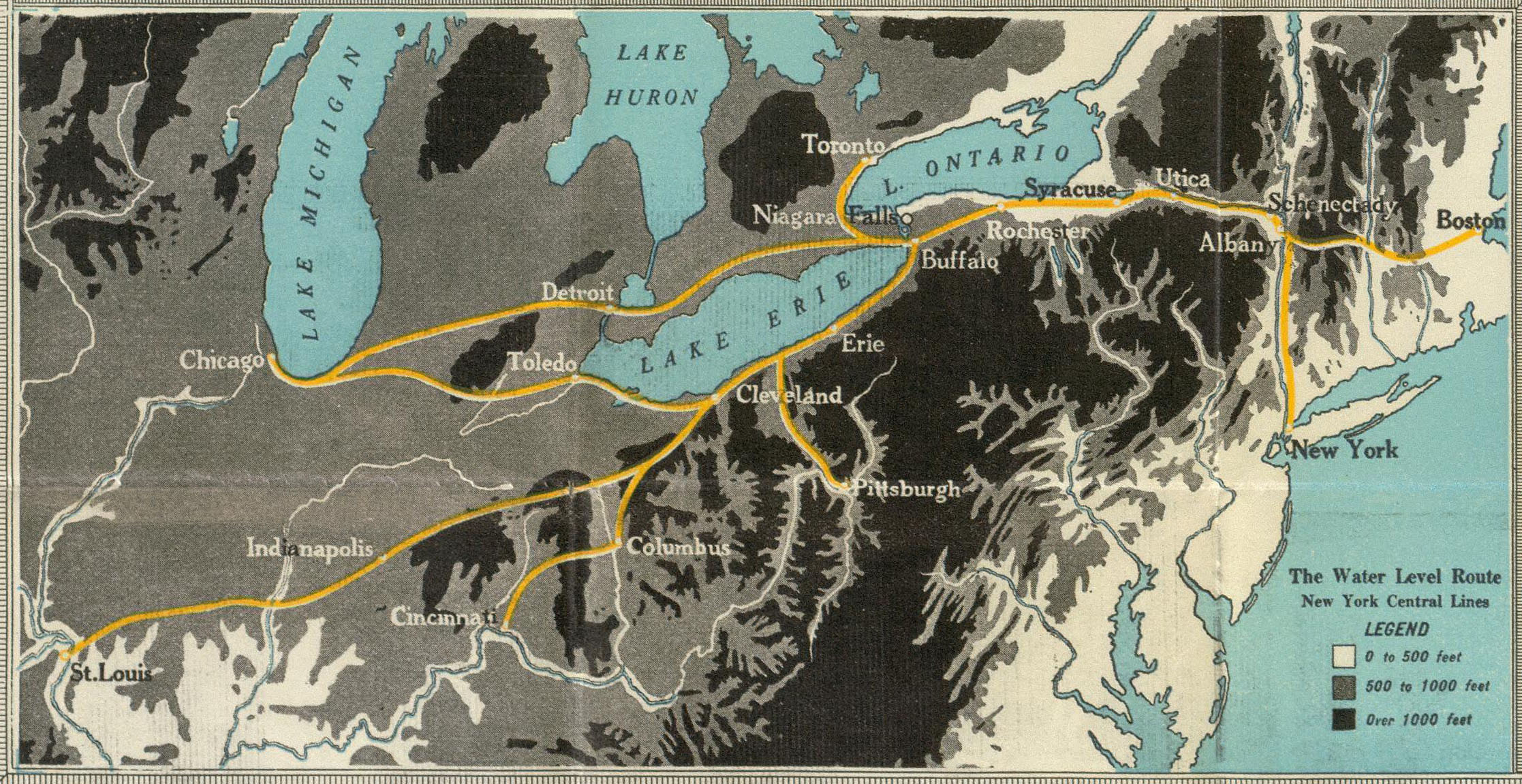
The New York Central var känd som "Water Level Route", eftersom dess linjer till och från New York följde Hudsonfloden, Eriekanalen och Eriesjön.

New York Central Railroad (NYC), även känd som New York Central, var en amerikansk järnvägskoncern med högkvarter i New York, och som betjänade större delen av nordöstra USA med järnvägslinjer. Främst band järnvägen samman New York- och Bostonregionerna i öster med Chicago och St.Louis i mellanvästern samt de mellanliggande städerna Albany, Buffalo, Cleveland, Cincinnati och Detroit. Grand Central Terminal i New York är en av järnvägskoncernens mest kända signaturbyggnader.

## Historik

### 1826–1853
Den äldsta delen av NYC var den första permanenta järnvägen i delstaten New York och en av de första järnvägarna i USA.

### Hudson River-järnvägen

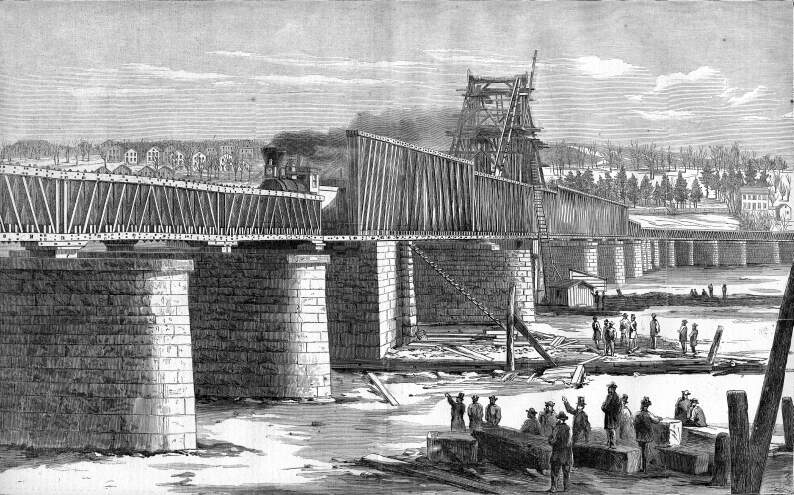
En teckning från 1866 över Hudson River Bridge i Albany.

Troy and Greenbush Railroad fick sitt tillstånd 1845 och startade samma år med en linje mellan Troy till East Albany, New York på den östra sidan av Hudsonfloden.